# Cyttomimus
Cyttomimus es un género de peces de la familia Zenionidae, nativos del Océano Pacífico.

## Especies
Hay actualmente dos especies reconocidas en este género:
- Cyttomimus affinis M. C. W. Weber, 1913 (Falso dory)
- Cyttomimus stelgis C. H. Gilbert, 1905